# Копча
Копча је уређај који се користи за причвршћивање два лабава краја, при чему је један крај причвршћен за копчу, а други причвршћен квачицом на сигуран, али подесив начин.  Често узиман здраво за готово, проналазак копче био је неопходан у повезивању два краја пре проналаска рајсфершлуса. Основни оквир са копчом постоји у различитим облицима и величинама у зависности од намераване употребе и моде тог доба.  Копче су данас у употреби колико и у прошлости: користе се много више а не само за причвршћивања каиша, уместо тога оне су један од најпоузданијих уређаја у повезивању низа предмета.
Неке од најранијих познатих копчи су оне које су користили римски војници да би повезали делове својих оклопа заједно и истакнуто на балтеусу и цингулуму. Направљене од бронзе и скупе, ове копче су биле искључиво функционалне због своје снаге и издржљивости, од виталног значаја за сваког војника. Каснији појас који се носио дијагонално преко десног рамена до струка са леве стране носио је мач, па је његова копча била подједнако важна као и она на оклопу римског војника. 
Бронзане римске копче долазиле су у разним врстама. Ове копче нису коришћене само у практичне сврхе, већ су биле и украшене. Све врсте римских копчи могле су служити и за једноставну одећу, али претежно су имале војну намену. 
Осим практичне употребе римских копчи, скитске и сарматске копче су укључивале животињске мотиве који су били карактеристични за њихову декоративну уметност.  Ови мотиви су често представљали животиње укључене у смртну борбу. Ове мотиве су увезли многи германски народи, а копче за појасеве биле су евидентне у гробовима Франака и Бургундаца. И кроз средњи век, копча је коришћена углавном за украсе све до друге половине 14. века где су витешки појас и копча попримили свој најсјајнији облик. 
Копче су остале искључиво за богате све до 15. века, где су побољшане технике производње омогућиле лаку производњу јефтинијег обликованог предмета доступног општој популацији. 
Копче су такође колекционарски предмети. Сакупљање копчи се назива фибулистика (од латинског фибула - копча). Предмети прикупљања су углавном војне, железничке, ресорне, просветне и друге копче.

## Материјали

### Метал
Прве познате копче које су коришћене направљене су од бронзе због своје снаге и издржљивости за војну употребу.  
Последњих неколико стотина година, копче се праве од месинга (легура бакра и цинка). Сребро се такође користило у производњи копчи због своје савитљивости и због тога што је снажно и издржљиво са атрактивним сјајем. Бели метал, било која светла метална мешавина, такође је коришћен у свим стиловима копчи; међутим, ако је гвожђе било присутно, рђа се формирала ако су копче биле изложене влажним условима. 

### Бисери
Бисерне копче су направљене од бисерних шкољки и обично за женске хаљине. Пошто је за прављење копче била потребна равна површина довољне величине, за прављење ових врста копчи обично се користила острига. Квалитет и боја су, наравно, варирали, у распону од слојева жуте и беле до смеђе или сиве. 

### Дрво
Када су жељени материјали били ретки током Велике депресије 1930-их и два светска рата, копче су постале ниског приоритета и произвођачи су морали да пронађу начине да наставе да их производе јефтино. Произвођачи су се окренули дрвету као јефтиној алтернативи јер се лако обрађивало ручно или једноставним машинама утискивањем дизајна на дрво. Али било је проблема са коришћењем дрвета. Сваки покушај да се улепша досадан изглед дрвета обојеним дизајном или украсима од гипса одмах је нестао када би се копча опрала. 

### Кожа
Копче нису биле у потпуности направљене од коже јер оквир и шипка од коже не би били довољно чврсти да издрже зубац или пуну тежину каиша и све што појас и копча намеравају да подрже. Међутим, кожа (или обојени антилоп, што је уобичајеније да одговара боји женске одеће) више се користила за „покривање“ јефтиних материјала како би се створио производ вредан куповине. 

### Стакло
Копче нису биле од стакла; него је стакло коришћено као декоративни елемент који је покривао цео оквир металне копче. Једна метода стварања стаклених копчи било је лепљење појединачних стаклених дискова на метални оквир. Још један сложенији метод био је постављање жице у задњи део стакленог диска, а затим провлачење жице кроз рупу у назубљеном оквиру копче. Стакло је додатно осигурано или савијањем преко задње стране оквира или раширено као заковица. 

### Полимери
Целулоид, врста термопластике измишљен 1869. године, коришћен је штедљиво и само за декорацију све до после Првог светског рата када је почела производња у ширим комерцијалним размерама. После Другог светског рата, хемијска индустрија је доживела велику експанзију где су целулоид и друге пластике као што су казеин и бакелит чиниле основу индустрије за прављење копчи.  Многи термопластични полимери, као што је најлон се сада користе за копче.

## Врсте
Иако се сваки уређај који служи за причвршћивање два лабава краја лежерно назива копча, ако се састоји од два одвојена дела од којих је један кука, а други омча, требало би да се зове шнала. Шнале су постале све популарније на прелазу из 19. века са једним јасним недостатком: пошто је сваки крај појаса био фиксиран за сваки део шнале, величина појаса се обично није могла подесити осим ако није уметнут еластични део. 

### Клизајућа копча
Копча без поклопца или зупчаника назива се клизајућа. Можда је дизајнирана на овај посебан начин или је можда изгубила своје зупце кроз континуирану употребу. Овај тип се често користио у кућној изради одеће и искључиво се користила за декорацију предмета као што су предње стране ципела да би се прикрило непривлачно еластично повезивање. 

### Конвенционална (појасна) копча
Копча за каиш је конвенционална копча која даје најпоузданије и најједноставније затварање каиша. Дизајном није замишљено да понуди много простора за декорацију, већ је погодна због њене поузданости проверене временом. 

### Копча са бочним отпуштањем
Ова врста копче може се наћи код повезивања појасева за кућне љубимце, сигурносних седишта, јакни, торби, каишева и чизама. Позната је и као "копча падобрана". 